# Ingvar Hedin
Ernst Ingvar Hedin, född 11 januari 1922 i Sundsvall, död 26 oktober 1980 i Österhaninge församling, var en svensk officer i Flygvapnet.

## Biografi
Hedin blev fänrik i Flygvapnets 1946. Han befordrades till löjtnant 1949, till kapten 1957, till major 1961, till överstelöjtnant 1966 och till överste 1972.
Hedin inledde sin militära karriär som flygare i Flygvapnets reserv 1946. År 1949 övergick han till stamanställd i Flygvapnet, efter utbildning vid Krigsflygskolan (F 5). 1961–1966 var han ställföreträdande chef för Flygsäkerhetsavdelningen, och 1966–1972 var han chef för Personalavdelningen vid Flygstaben. Åren 1972–1975 var han flottiljchef för Hälsinge flygflottilj (F 15). Åren 1976–1979 tjänstgjorde han vid Marinstaben. Åren 1979–1980 var han chef för Flygvapnets Personaldelegationen. Hedin lämnade Flygvapnet 1980 då han avled. Han är begravd på Danderyds kyrkogård.